# UFC on ESPN: Reyes vs. Weidman
UFC on ESPN: Reyes vs. Weidman (eller UFC on ESPN 6) var en MMA-gala som arrangerades av UFC och ägde rum 18 oktober 2019 i Boston, Massachusetts, USA.

## Bakgrund
En match i lätt tungvikt mellan Dominick Reyes och före detta mellanviktsmästaren Chris Weidman var huvudmatch, main event.

### Ändringar
Zabit Magomedsharipov och Calvin Kattar var planerade att mötas på den här galan, men UFC själva valde att flytta matchen till Moskvakortet i november, UFC Fight Night: dos Santos vs. Volkov. 
Brendan Allen och Eric Spicely skulle mötts i mellanvikt, men Spicely var tvungen att dra sig ur matchen av okänd anledning. Han ersattes av Kevin Holland.
Brett Okamoto på ESPN meddelade via twitter att Dana White officiellt bokat om Yair Rodríguez mot Jeremy Stephens som andra huvudmatch, co-main, till den här galan.

#### Greg Hardy: No Contest
Greg Hardy blev ursprungligen tilldelad vinsten i oktagonen via en enig domarkår (30-27 från samtliga domare), men resultatet ändrades sedan till en No Contest då Hardy mellan rond 2 och 3 använt en inhalator. Hardy själv var oförstående till utfallet. 
"Jag var i ringen. Jag och min coach frågade kommissionären om det var OK att jag använde min inhalator. De sa ja, så då använde jag den. Jag är fortfarande ny i den här sporten så jag gjorde vad jag alltid gör: Jag bad om lov. Jag fick lov, och sedan gjorde jag det jag fått lov till."

### Invägning
Vid invägningen UFC streamade live på Youtube vägde utövarna följande:
1. ↑  Bermudez klarade inte viktgränsen och fick böta 20%[10] av sin purse
2. ↑  Winn klarade inte viktgränsen och fick böta 20%[10] av sin purse

## Bonusar
Följande MMA-utövare fick bonusar om 50 000 USD:
- Fight of the Night: Yair Rodríguez vs. Jeremy Stephens
- Performance of the Night: Dominick Reyes och Charles Rosa